# Николаевка (Сынжерейский район)
Николаевка (рум. Nicolaevca) — село в Сынжерейском районе Молдавии. Наряду с сёлами Кишкарены и Слобозия-Кишкарены входит в состав коммуны Кишкарены.

## География
Село расположено на высоте 118 метров над уровнем моря.

## Население
По данным переписи населения 2004 года, в селе Николаевка проживает 319 человек (151 мужчина, 168 женщин).
Этнический состав села:
| Национальность | Число жителей | Процентный состав |
| -------------- | ------------- | ----------------- |
| украинцы       | 230           | 72.1              |
| молдаване      | 81            | 25.39             |
| русские        | 6             | 1.88              |
| поляки         | 1             | 0.31              |
| болгары        | 1             | 0.31              |
| Всего          | 319           | 100%              |